# Мангала

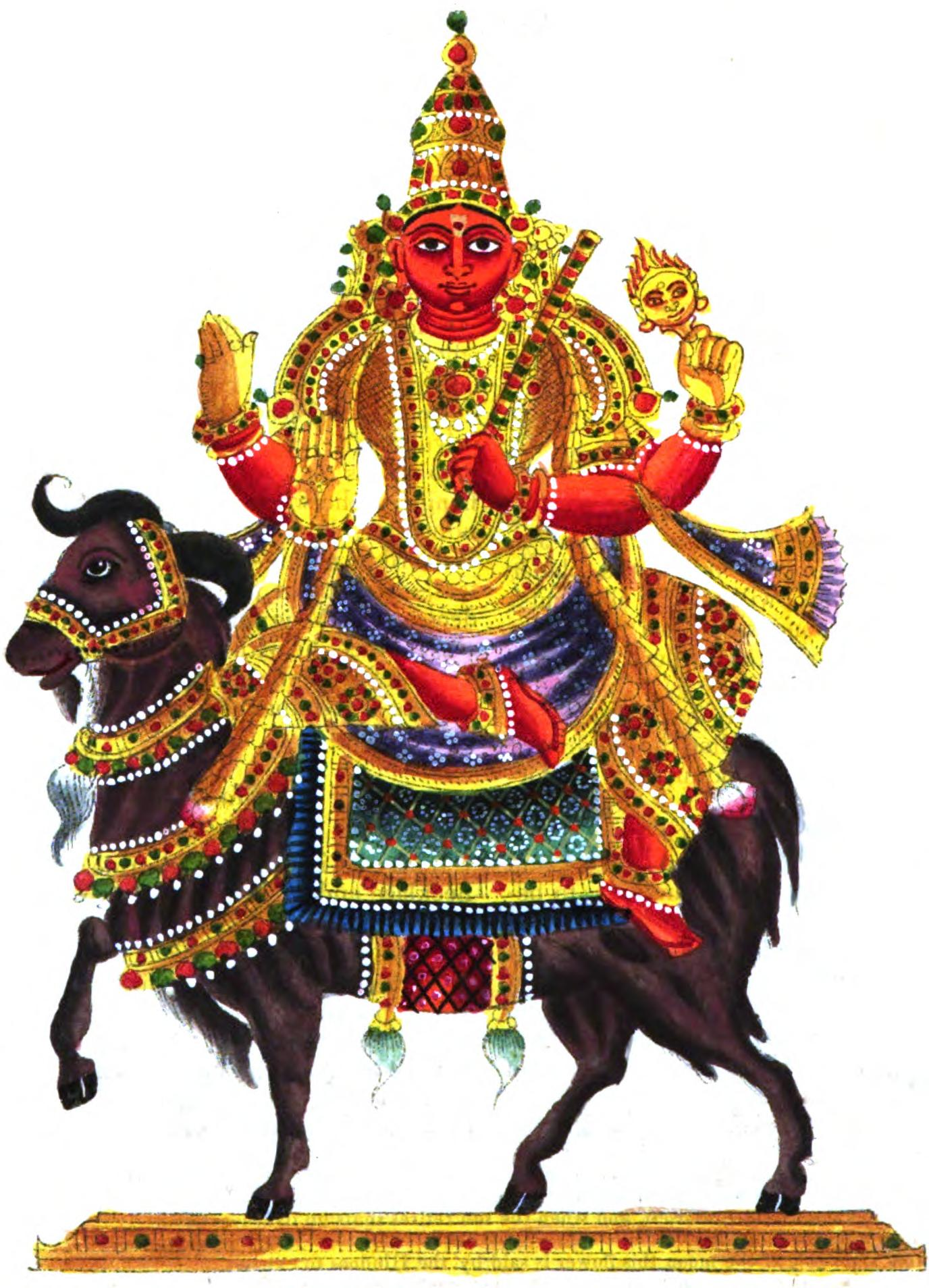
Ангарака

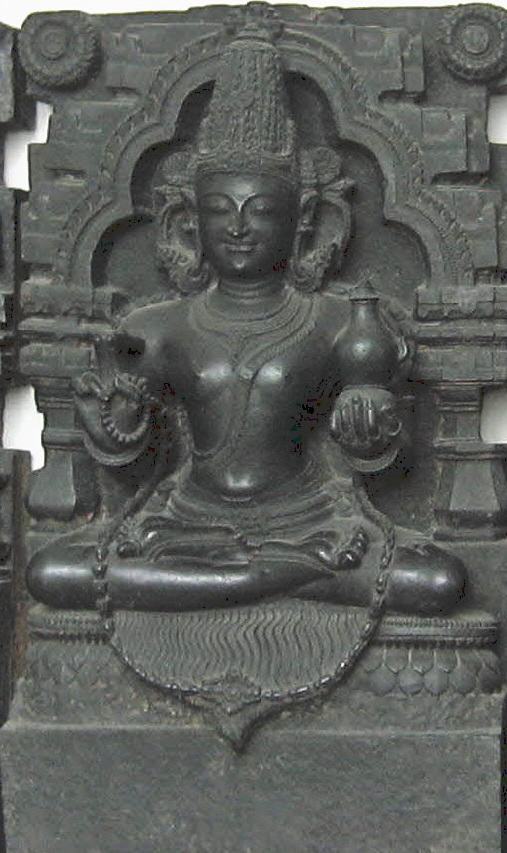
Мангала. Скульптура з Британського музею

Ма́нгала (санскр. मंगल, Maṅgala IAST) — назва Марса в джйотиші, де Мангала —  одне з дев'яти небесних тіл. Марс на санскриті також називають Ангарака (червоний) і Бха́ума (син Бхумі).

## Зображення
В Індуїзмі Мангала —  бог війни і син богині землі Прітхві або Бхумі. Мангала практикує целібат і є учителем окультних наук. Під покровительством Мангали знаходяться знаки Овна і Скорпіона.
У мистецтві Мангала зображується із шкірою червоного або вогняного кольору, з 4 руками, у яких він тримає свої атрибути: тризуб, булаву, квітку лотоса і спис. Ваханою Мангали є баран.  Мангала керує вівторком.
За «Шива-пураною», коли Шива медитував на горі Кайлаш, з його лоба на землю впали три краплі поту. З цих крапель з'явився гарний 4-рукий малюк із шкірою червоного кольору. Бхумі, персоніфікована земля, виростила малюка, тому він одержав ім'я Бхаума. Коли Бхаума виріс, він пішов у святе місце Каші, де довгий час проводив суворі аскези для задоволення Шиви. Задоволений Бхаумой, Шива дарував йому в нагороду планету Марс. З того часу Бхаума править Марсом і відомий під ім'ям Мангала.

## Мантри
- Om krAm krIm kraum sah bhaumaya namah - 7000 раз за 40 днів,

- Om aN angarkAya namah - 11000 раз за 20 днів.

Мантра-садхана під час зростаючого місяця, починаючи з вівторка.
- Dharani-garbha-sambhutam vidyut kanti-samaprabha

Kumaram shakti-hastam ca mangalam pranamamy aham 
Я схиляюся у вшануванні перед Шрі Мангала, який був народжений Богинею Землі.
Його яскраве сяйво подібно спалаху блискавки, Він подібний юнакові, тримає у руці спис.
- Мангала-Гайатрі.

Om Angarkaya vidmahe 
bhoomipalaya dhimahi 
tanno Kujah prachodayat 
Поклоняємося вогняному
Медитуємо на захисника Землі
Хай направить нас син Землі (народжений Землею).